# Zaleya pentandra
Zaleya pentandra är en isörtsväxtart som först beskrevs av Carl von Linné, och fick sitt nu gällande namn av Charles Jeffrey. Zaleya pentandra ingår i släktet Zaleya och familjen isörtsväxter. Inga underarter finns listade i Catalogue of Life.